# Tipula subcava
Tipula subcava är en tvåvingeart som beskrevs av Mannheims 1963. Tipula subcava ingår i släktet Tipula och familjen storharkrankar. Inga underarter finns listade i Catalogue of Life.